# Europese kampioenschappen veldrijden 2003
De Europese kampioenschappen veldrijden 2003 was het eerste EK veldrijden georganiseerd door de Union Européenne de Cyclisme (UEC). De wedstrijden vinden plaats aan het begin van het veldritseizoen in november in de drie categorieën vrouwen elite, mannen beloften (U23) en jongens junioren.
Het kampioenschap bestond uit de volgende categorieën:
| • Vrouwen elite (17 jaar en ouder)  | 0000 1987 en ouder |
|                                     |                    |
| • Mannen beloften (19 t/m 22 jaar)  | 0000 1982 - 1985   |
| • Jongens junioren (17 t/m 18 jaar) | 0000 1986 - 1987   |

## Medailleoverzicht
| Categorie        | Goud              | Goud   | Zilver          | Zilver | Brons               | Brons  |
| Mannen           | Mannen            | Mannen | Mannen          | Mannen | Mannen              | Mannen |
| ---------------- | ----------------- | ------ | --------------- | ------ | ------------------- | ------ |
| Mannen beloften  | Martin Zlámalík   |        | Martin Bína     |        | Steve Chainel       |        |
| Jongens junioren | Niels Albert      |        | Roman Kreuziger |        | Clément Lhotellerie |        |
| Vrouwen          |                   |        |                 |        |                     |        |
| Vrouwen elite    | Hanka Kupfernagel |        | Marianne Vos    |        | Maryline Salvetat   |        |

## Resultaten

### Vrouwen elite
| Plaats | Renster              | Land                |
| ------ | -------------------- | ------------------- |
| Goud   | Hanka Kupfernagel    | Duitsland           |
| Zilver | Marianne Vos         | Nederland           |
| Brons  | Maryline Salvetat    | Frankrijk           |
| 4      | Laurence Leboucher   | Frankrijk           |
| 5      | Hilde Quintens       | België              |
| 6      | Nadia Triquet-Claude | Frankrijk           |
| 7      | Barbora Bohata       | Tsjechië            |
| 8      | Birgit Hollmann      | Duitsland           |
| 9      | Victoria Wilkinson   | Verenigd Koninkrijk |
| 10     | Nicole Kampeter      | Duitsland           |

### Mannen beloften
| Plaats | Renner            | Land        |
| ------ | ----------------- | ----------- |
| Goud   | Martin Zlámalík   | Tsjechië    |
| Zilver | Martin Bína       | Tsjechië    |
| Brons  | Steve Chainel     | Frankrijk   |
| 4      | Simon Zahner      | Zwitserland |
| 5      | Enrico Franzoi    | Italië      |
| 6      | Romain Fondard    | Frankrijk   |
| 7      | Klaas Vantornout  | België      |
| 8      | Krzysztof Kuzniak | Polen       |
| 9      | David Kasek       | Tsjechië    |
| 10     | Julien Belgy      | Frankrijk   |

### Jongens junioren
| Plaats | Renner              | Land      |
| ------ | ------------------- | --------- |
| Goud   | Niels Albert        | België    |
| Zilver | Roman Kreuziger     | Tsjechië  |
| Brons  | Clément Lhotellerie | Frankrijk |
| 4      | Petr Novotny        | Tsjechië  |
| 5      | Maxim Debusschere   | België    |
| 6      | Jempy Drucker       | Luxemburg |
| 7      | Jan Skarnitzl       | Tsjechië  |
| 8      | Martin Nemecek      | Tsjechië  |
| 9      | Thijs van Amerongen | Nederland |
| 10     | Karol Wrobel        | Polen     |

## Medaillespiegel
| Plaats | Land      | Goud | Zilver | Brons | Totaal |
| 1      | Tsjechië  | 1    | 2      | 0     | 3      |
| 2      | Duitsland | 1    | 0      | 0     | 1      |
| 2      | België    | 1    | 0      | 0     | 1      |
| 4      | Nederland | 0    | 1      | 0     | 1      |
| 5      | Frankrijk | 0    | 0      | 3     | 3      |
| Totaal | Totaal    | 3    | 3      | 3     | 9      |

Kampioenschappen:  Wereldkampioenschappen · 
 Europese kampioenschappen · 
 Belgische kampioenschappen · 
 Nederlandse kampioenschappen
Klassementen:  Wereldbeker · 
 Superprestige · 
 GvA Trofee · 
 Budvar Cup · 
 Challenge national
2003 · 
2004 · 
2005 · 
2006 · 
2007 · 
2008 · 
2009 · 
2010 · 
2011 · 
2012 · 
2013 · 
2014 · 
2015 · 
2016 · 
2017 · 
2018 · 
2019 · 
2020 · 
2021 ·
2022 ·
2023 ·
2024 ·
2025 ·
2026